# Эдельшрот
Эдельшрот (нем. Edelschrott) — ярмарочная коммуна в Австрии, в федеральной земле Штирия.
Входит в состав округа Фойтсберг. Площадь общины составляет 87,83 км², население — 1680 человек (1 января 2021), плотность населения — 20 чел./км². Официальный код — 6 16 27.

## Географическое положение
Эдельшрот находится на равном расстоянии от коммун Пак и Кёфлах. Расположен в холмистой местности, на высоте около 793 метров над уровнем моря.
Через населённый пункт проходит трасса B70.

## Население
| Год  | Численность |
| ---- | ----------- |
| 1869 | 2101        |
| 1889 | 2184        |
| 1890 | 2212        |
| 1900 | 2128        |
| 1910 | 2112        |
| 1923 | 2002        |
| 1934 | 2217        |
| 1939 | 2123        |
| 1951 | 2242        |
| 1961 | 2200        |
| 1971 | 2126        |
| 1981 | 2113        |
| 1991 | 1984        |
| 2001 | 1981        |
| 2011 | 1837        |
| 2021 | 1680        |

## Инфраструктура
В течение последних 25 лет действуют музыкальная и средняя школы.
Имеется несколько коммерческих предприятий, аптека и стоматологическая клиника. Действует здание полицейского департамента.
Каждые шесть месяцев в Эдельшроте проводится животноводческая ярмарка. Помимо этого, городок постепенно приобретает репутацию туристического объекта.

## Политическая ситуация
Бургомистр коммуны — Георг Пресслер (Georg Preßler, член Австрийской народной партии) по результатам выборов 2011 года.
Совет представителей коммуны состоит из 15 мест:
- Австрийская народная партия занимает 11 мест;
- Социал-демократическая партия Австрии занимает 3 места;
- Альянс за будущее Австрии — 2 места.